# Rinus Israël
Marinus David „Rinus” Israël (ur. 19 marca 1942 w Amsterdamie, zm. 1 lipca 2025) – holenderski piłkarz, grający na pozycji obrońcy, oraz trener piłkarski. Z reprezentacją Holandii, w której barwach rozegrał 47 meczów, zdobył wicemistrzostwo świata w 1974. Przez osiem lat był zawodnikiem (i kapitanem) Feyenoordu. Trzykrotnie triumfował z nim w rozgrywkach o mistrzostwo kraju i raz w Pucharze Mistrzów i w Pucharze UEFA. Później był szkoleniowcem m.in. Feyenoordu i reprezentacji Ghany. W latach 2006–2010 pracował w Feyenoordzie jako członek sztabu szkoleniowego, odpowiedzialny za wyszukiwanie młodych talentów.

## Sukcesy piłkarskie
- awans do Eredivisie w sezonie 1962-63 z DWS
- mistrzostwo Holandii 1969, 1971 i 1974, Puchar Holandii 1970, 1971 i 1972, Puchar Mistrzów 1970, Puchar UEFA 1974 oraz Puchar Interkontynentalny 1970 z Feyenoordem Rotterdam
- awans do Eredivisie w sezonie 1977-78 z PEC Zwolle

W reprezentacji Holandii od 1964 do 1974 roku rozegrał 47 meczów i strzelił 3 gole – wicemistrzostwo świata 1974.

## Sukcesy szkoleniowe
- mistrzostwo Zjednoczonych Emiratów Arabskich 2001 z Al-Wahda